# الین استورتوانت
الین استورتوانت (به انگلیسی: Elaine Sturtevant) هنرمند مفهومی اهل آمریکا است. او به عنوان هنرمند از آن خودساز که آثار هنرمندان هم عصر خودش را بازتولید می‌کرد شهرت پیدا کرد. برای مثال او از مجموعه گلهای اندی وارهول که تنها چند هفته بعد از نمایش آن می‌گذشت تخصیص هنری کرد. او با هنرمندانی همچون وارهول، جاسپر جانز و دیگر هنرمندان پاپ دوست بود. در دهه‌های ۱۹۶۰ و ۱۹۷۰ میلادی کلاس اولدنبرگ به دلیل تخصیصی که استورتوانت از مجسمه‌های وی کرد به شدت خشمگین شد و جنجال‌هایی را در زمانه خودش ایجاد کرد. 
الین استورتوانت همانند هنرمندان هم دوره خودش در جنبش پاپ آرت، با انجام کپی هایی با اختلاف جزئی، از ایده‌ی اصلی نظریه مرگ مولف که رولان بارت قبلتر مطرح کرده بود حمایت می‌کرد و مفاهیمی همانند مولف و اصالت اثر هنری را به بوته‌ی نقد گذاشت.